# برونو هيلر
برونو هيلر (بالإنجليزية: Bruno Heller) (و. 1960  م) هو كاتب سيناريو، ومنتج منفذ، ومنتج أفلام، ومخرج بريطاني، ولد في لندن.

## الحياة المبكرة والأسرة
كان والد هيللر، لوكاس، مهاجر يهودي ألماني وكاتب سيناريو (هش... هش، سويت شارلوت، ماذا حدث لطفل جين؟). كانت والدته، كارولين إنجليزية من طائفة الكويكرز وكان لها دور فعال في الحفاظ على ”حملة حزب العمال لإنقاذ مواصلات لندن“. لديه ثلاثة أشقاء، أكبرهم لوسي وأصغرهم إيميلي وزوي، وهو كاتب صحفي نشر ثلاث روايات من بينها ”ملاحظات حول فضيحة“.

## التعليم
تعلم في جامعة ساسكس.

## وصلات خارجية
- برونو هيلر على موقع IMDb (الإنجليزية)
- برونو هيلر على موقع قاعدة بيانات الفيلم (الإنجليزية)
- برونو هيلر في قاعدة بيانات الأفلام على الإنترنت